# Westerngrund
Westerngrund is een plaats in de Duitse deelstaat Beieren, en maakt deel uit van het Landkreis Aschaffenburg.
Westerngrund telt 1.947 inwoners.
In Westerngrund was van 2013 tot 2020 het geografische middelpunt van de Europese Unie gelegen. De gemeente werd het middelpunt van de 28 lidstaten door de toetreding van Kroatië tot de EU, in opvolging van Gelnhausen in Hessen. Door de Brexit verhuisde dit punt op 1 februari 2020 naar het dorp Gadheim in de gemeente Veitshöchheim, eveneens in Beieren.
Alzenau in Unterfranken ·
Bessenbach ·
Blankenbach ·
Dammbach ·
Geiselbach ·
Glattbach ·
Goldbach ·
Großostheim ·
Haibach ·
Heigenbrücken ·
Heimbuchenthal ·
Heinrichsthal ·
Hösbach ·
Johannesberg ·
Kahl am Main ·
Karlstein am Main ·
Kleinkahl ·
Kleinostheim ·
Krombach ·
Laufach ·
Mainaschaff ·
Mespelbrunn ·
Mömbris ·
Rothenbuch ·
Sailauf ·
Schöllkrippen ·
Sommerkahl ·
Stockstadt am Main ·
Waldaschaff ·
Weibersbrunn ·
Westerngrund ·
Wiesen